# Lijst van BSD-distributies
Dit is een lijst van BSD-distributies. De 5 belangrijkste actieve BSD-distributies zijn FreeBSD, NetBSD, OpenBSD en PC-BSD. Daarnaast is er ook OS X, dat een BSD-variant is maar over het algemeen niet tot de BSD-distributies gerekend wordt vanwege het gesloten karakter en de vroege afsplitsing.

## OS X
- Darwin
- OS X
- NeXTStep

## FreeBSD-gebaseerd
- DesktopBSD (inactief)
- DragonFly BSD
- TrueNAS
- FreeSBIE (inactief)
- GhostBSD
- m0n0wall (stopgezet)[1]
- MidnightBSD
- NAS4Free
- OPNsense
- pfSense
- PicoBSD (opgevolgd door NanoBSD)
- TrueOS (PC-BSD)
- Nomadbsd

## OpenBSD-gebaseerd
- MirOS (inactief)
- emBSD (stopgezet)
- Anonym.OS (inactief)
- OliveBSD (stopgezet)

## Live-cd's
- FreeSBIE (inactief)
- FreeBSD LiveCD (inactief)
- NetBoz Firewall (stopgezet)
- Anonym.OS (inactief)
- OliveBSD (inactief)

NetBSD · DragonFly BSD · FreeBSD · FreeSBIE · OpenBSD · Darwin · PC-BSD · DesktopBSD

BSD · Unix · vrije software